# Nyx
Trong Thần thoại Hy Lạp, Nyx (Tiếng Hy Lạp: Νύξ, "Ban Đêm") là nữ thần (hoặc là nhân cách hóa) của màn đêm. Một dáng hình bí ẩn, xuất hiện gần hoặc ngay đầu của sự tạo thành thế giới, bà là mẹ của những vị thần nhân cách hóa như Hypnos (giấc ngủ) và Thanatos (cái chết). Bà không xuất hiện nhiều trong thần thoại Hy Lạp, nhưng được cho là người sở hữu quyền lực và vẻ đẹp đặc biệt khiến ngay cả thần Zeus cũng phải sợ. Bà thường được gặp trong bóng tối của thế giới và chỉ được nhìn một cách lướt qua, ngoài ra anh trai của bà (Erebus) cũng là chồng của bà và họ sinh ra Hemera (thần ban ngày) Aether (Thần bầu trời),...

## Liên kết
- An excellent description of Nyx from Theoi.com
- News